# Зелетово
Зелетово (серб. Зелетово) — населённый пункт в общине Бойник Ябланичского округа Сербии. Ранее называлось Суво-Поле. В 1972 году село переименовано в честь народного героя Югославии Станимира Вельковича Зеле.

## Население
Согласно переписи населения 2002 года, в селе проживало 110 человек (все сербы).
| Численность населения | Численность населения | Численность населения | Численность населения | Численность населения | Численность населения | Численность населения | Численность населения |
| 1948                  | 1953                  | 1961                  | 1971                  | 1981                  | 1991                  | 2002                  | 2011                  |
| --------------------- | --------------------- | --------------------- | --------------------- | --------------------- | --------------------- | --------------------- | --------------------- |
| 262                   | 261                   | 225                   | 161                   | 155                   | 131                   | 110                   | 88                    |